# 大花附地菜
大花附地菜（学名：Trigonotis peduncularis var. macrantha）是紫草科附地菜属附地菜的变种。分布于中国大陆的山西、甘肃、河北、东北、陕西等地，目前尚未由人工引种栽培。